# Prevención terciaria
La prevención terciaria se realiza cuando ya se ha instaurado la enfermedad, y se intenta evitar que empeore y que se produzcan complicaciones. La intervención tiene lugar en plena enfermedad, siendo su objetivo principal eliminar o reducir las consecuencias del desarrollo de la misma.

## Concepto
| Tipos de prevención | Tipos de prevención | Tipos de prevención | Visión del médico                                             | Visión del médico                                            |
| Tipos de prevención | Tipos de prevención | Tipos de prevención | Enfermedad                                                    |                                                              |
| Tipos de prevención | Tipos de prevención | Tipos de prevención | ausente                                                       | presente                                                     |
| Visión del paciente | Enfermar            | ausente             | Prevención primaria (enfermar ausente enfermedad ausente)     | Prevención secundaria (enfermar ausente enfermedad presente) |
| Visión del paciente | Enfermar            | presente            | Prevención cuaternaria (enfermar presente enfermedad ausente) | Prevención terciaria (enfermar presente enfermedad presente) |

- Idea principal: reducir el daño mediante el tratamiento y la rehabilitación de una enfermedad establecida.
- Objetivo: disminuir la prevalencia de la enfermedad.
- Aplicación: en el período clínico (cuando los síntomas y los signos son aparentes).

En epidemiología se interviene mediante ensayos clínicos en los que se documente que una medida es eficaz. Intenta prevenir las discapacidades en los pacientes que presentan una enfermedad en fase sintomática. Incluye medidas para posponer y retrasar la progresión de la enfermedad y evitar las complicaciones, y para la rehabilitación de los pacientes.
En la clínica son el conjunto de actuaciones dirigidas al tratamiento y rehabilitación de una enfermedad ya previamente establecida, enlenteciendo su progresión y con ello la aparición o agravamiento de complicaciones e invalideces, e intentando mejorar la calidad de vida de los pacientes.

## Características
1.La prevención terciaria se centra en individuos que ya tienen una enfermedad crónica o discapacidad diagnosticada.
2. Busca prevenir complicaciones adicionales, exacerbaciones o progresión de la enfermedad.
3. Se orienta a mejorar la calidad de vida de los pacientes, promoviendo la independencia funcional y adaptación a la enfermedad.
4. Involucra programas de rehabilitación, tratamiento médico continuo y manejo de síntomas para optimizar la función física y emocional.
5. Proporciona educación continua al paciente y a su familia sobre la enfermedad, sus complicaciones potenciales y estrategias de manejo.
6.Implica la coordinación de múltiples profesionales de la salud, como médicos, enfermeras, terapeutas físicos, ocupacionales, psicólogos, trabajadores sociales, entre otros.
7. Incluye un seguimiento regular del estado de salud del paciente para ajustar el tratamiento según sea necesario y prevenir recaídas. 

## Tipos de intervenciones
- Tratamiento.

- Rehabilitación.

## Actividades
Las actividades relacionadas con el tratamiento y la rehabilitación no es necesario que sean consecutivas, sino que pueden plantearse a la vez para disminuir los costes y aumentar la eficacia.
- Cirugía
- Farmacoterapia
- Fisioterapia
- Logopedia
- Ortopedia
- Prótesis
- Psicoterapia
- Quimioterapia
- Radioterapia
- Terapia ocupacional

### Búsquedas bibliográficas
- Descriptor MeSH: Tertiary+Prevention (en inglés)

- PubMed: Tertiary Prevention

- Google libros: Prevención terciaria

- Google académico: Prevención terciaria

- Datos: Q9062587